# Air Sicilia
Air Sicilia S.p.A. è stata una compagnia aerea italiana fondata nel 1991 e rimasta in attività fino al 2002; dichiarò fallimento nel gennaio 2003.

## Storia
Fu costituita dall'imprenditore Luigi Crispino con la dichiarata intenzione di rompere il monopolio Alitalia sul mercato aereo interno italiano, nonché di dare nuovo impulso al trasporto aereo da e per la Sicilia. Infatti le basi operative principali furono impiantate negli aeroporti di Catania e di Palermo, dai quali effettuò successivamente anche voli di linea da e per Milano-Linate, Roma-Fiumicino, Firenze, Pantelleria e Lampedusa.
Le prime attività di volo, su base irregolare, debuttarono nel giugno 1991. Quelle di linea iniziarono con un ATR 42 noleggiato (battezzato Mister Volare), che fu impiegato dall'ottobre 1994 sulle rotte da Palermo per Roma-Ciampino, Lampedusa e Pantelleria con frequenza giornaliera e sulla rotta per Bergamo tre volte alla settimana. Nell'agosto 1995 la società registrò il record mensile di attività con aerei a turboelica, volando per 398 ore ed impiegando sei equipaggi. Nel gennaio 1996 fu inserito in flotta un secondo ATR 42, battezzato Peter Pan.
Nel giugno 1996 entrò in flotta il primo jet, un Fokker F28 noleggiato, denominato Mary Poppins, seguito due anni dopo dal primo Boeing 737 (anch'esso noleggiato), entrambi utilizzati per la rotta su Milano e potenziare i collegamenti con Roma.
L'operatività fu ben presto intralciata da problemi tecnici e finanziari: tra il 1994 e il 2001 per due volte l'Enac sospese temporaneamente la licenza di volo; alla fine del 2001 la situazione era diventata insostenibile e Air Sicilia cessò definitivamente di operare il 22 febbraio 2002, per poi dichiarare fallimento un anno più tardi.
Il promotore Luigi Crispino fu indagato e rinviato a giudizio per bancarotta fraudolenta; tuttavia il procedimento a suo carico si concluse dopo circa nove anni con l'assoluzione per insussistenza del fatto. Successivamente l'imprenditore entrò nell'azionariato di un'altra compagnia aerea siciliana, Wind Jet.

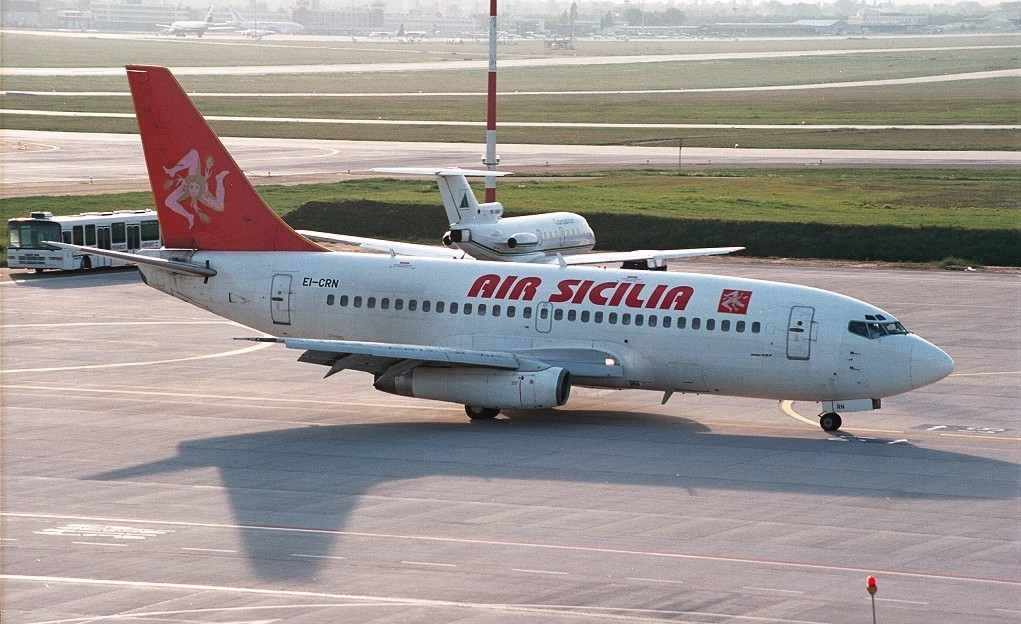
Uno dei tre Boeing 737-200 utilizzati da Air Sicilia.

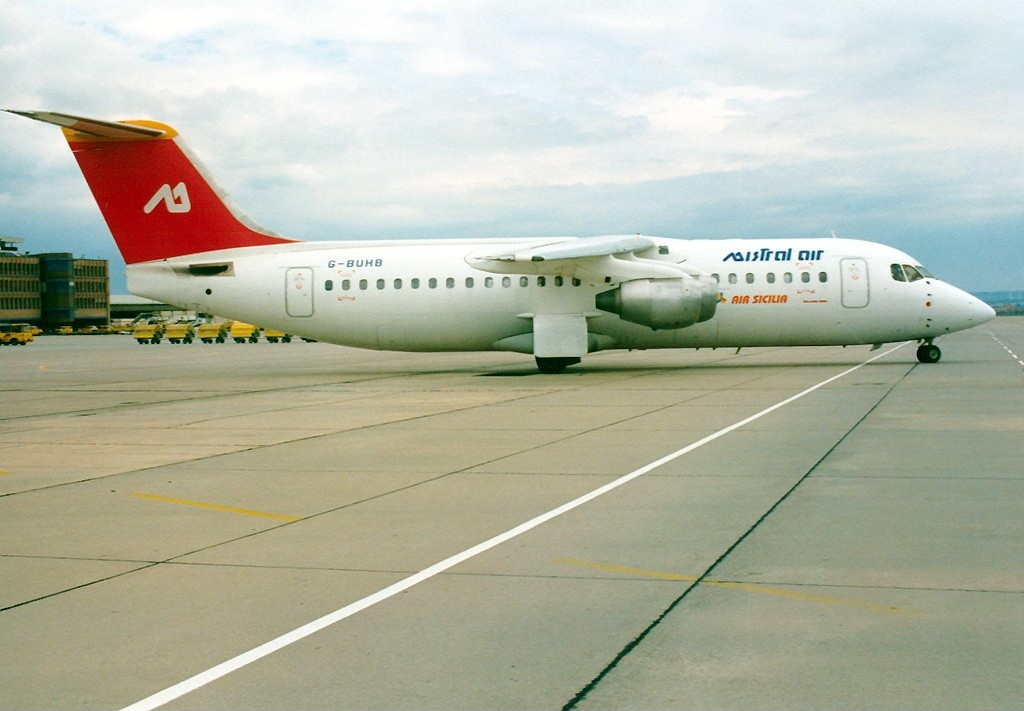
Un Bae 146 serie 300 di Mistral Air utilizzato nei voli per conto di Air Sicilia

## Flotta
Air Sicilia utilizzò i seguenti tipi di aeromobili:
| Tipo di aereo           | In flotta            |
| ----------------------- | -------------------- |
| ATR 42                  | 4 noleggiati a turno |
| Boeing 737-200          | 3 di proprietà       |
| Fokker F28              | 1 noleggiato         |
| McDonnell Douglas MD-87 | 1 noleggiato         |